# Brynndammen
Brynndammen este o arie protejată (arie specială de conservare — SAC, sit de importanță comunitară — SCI) din Suedia întinsă pe o suprafață de 12,2 ha, integral pe uscat.

## Localizare
Centrul sitului Brynndammen este situat la coordonatele 62°31′28″N 13°46′46″E / 62.5244°N 13.7795°E.

## Înființare
Situl Brynndammen a fost declarat sit de importanță comunitară în mai 2006 pentru a proteja 1 specie de animale. Situl a fost protejat și ca arie specială de conservare în decembrie 2017.

## Biodiversitate
Situată în ecoregiunea alpină, aria protejată conține 6 habitate naturale: Lacuri și iazuri distrofice naturale, Mlaștini turboase de tranziție și turbării mișcătoare, Pajiști cu Molinia pe soluri calcaroase, turboase sau argilos-nămoloase (Molinion caeruleae), Pajiști aluvionare boreale nordice, Formațiuni ierboase bogate în specii de Nardus, dezvoltate pe substraturi silicioase în zone montane (și în zone submontane, în Europa continentală), Pajiști uscate europene.
La baza desemnării sitului se află o specie protejată de  nevertebrate: Lycaena helle.